# نسمي الأشياء بأسمائها
نسمي الأشياء بأسمائها (بالإنجليزية: Call a spade a spade)‏ عبارة مجازية تعني التحدث بصدق وصراحة ودون كذب وبشكل مباشر في الموضوع.